# 福田幸夫
福田 幸夫（ふくだ ゆきお、1921年 - 2014年5月1日）は、日本の政治家。元兵庫県稲美町長。

## 人物
旧加古村、稲美町の助役を経て、1967年（昭和42年）から1987年（昭和62年）まで町長を5期務める。2014年（平成26年）5月1日、肺炎により93歳で死去。